# Jim Mayers
Jim Mayers – brytyjski kierowca wyścigowy.

## Kariera
W wyścigach samochodowych Mayers poświęcił się głównie startom zaliczanym do klasyfikacji Mistrzostw Świata Samochodów Sportowych. W latach 1954-1955 Brytyjczyk pojawiał się w stawce 24-godzinnego wyścigu Le Mans. W pierwszym sezonie startów odniósł zwycięstwo w klasie S 2.0, a w klasyfikacji generalnej był siódmy. Rok później powtórzył ten sukces.